# الکساندر پرپیلیچنی
الکساندر پرپیلیچنی (روسی: Александр Юрьевич Перепеличный؛ ۱۵ ژوئیهٔ ۱۹۶۸ – ۱۲ نوامبر ۲۰۱۲) کارآفرین تبعیدی اهل روسیه بود. جسدش در سال ۲۰۱۲  در حالی پیدا شد که برای قدم زدن در نزدیکی عمارتش در منطقه ساری لندن بیرون رفته بود.